# Calvinkirche
Calvin-Kirchen bzw. Johannes-Calvin-Kirchen sind Kirchengebäude, die nach dem Theologen und Reformator Johannes Calvin benannt sind.

## Deutschland
- Calvin-Kirche (Düsseldorf-Flingern) (jetzt Full Gospel Church)
- Johannes-Calvin-Kirche (Mannheim-Friedrichsfeld)
- Johanneskirche (Pirmasens)
- Calvin-Kirche (Schwerte) (auch Calvin-Haus)

## Kanada
- Calvin Hungarian Presbyterian Church (Ottawa)
- Calvin Presbyterian Church (Toronto)

## Vereinigte Staaten
- John Calvin Presbyterian Church  (Dallas)
- Calvin Church (Fort Myers)
- Calvin Church (Holland, Michigan)
- John Calvin Presbyterian Church (Nashville)
- Calvin Memorial Presbyterian Church (Omaha)
- Calvin Presbyterian Church (Portland, Oregon)
- Calvin Church (Santa Ana, Kalifornien)
- John Calvin Presbyterian Church (Tulsa)